# Mülheim (okręg administracyjny Kolonii)
Mülheim, Köln-Mülheim – okręg administracyjny (niem. Stadtbezirk) w Kolonii, w Niemczech, w kraju związkowym Nadrenia Północna-Westfalia. 
W skład okręgu administracyjnego wchodzi dziewięć dzielnic (Stadtteil):
1. Buchforst
2. Buchheim
3. Dellbrück
4. Dünnwald
5. Flittard
6. Höhenhaus
7. Holweide
8. Mülheim
9. Stammheim